# Obilježavanje zatvorenika u koncentracijskim logorima nacističke Njemačke
Obilježavanje zatvorenika u koncentracijskim logorima nacističke Njemačke bio je elaborirani sustav koji je nacistička vlast razvila radi grupiranja i stigmatiziranja zatvorenika u koncentracijskim logorima u vrijeme nacionalsocijalizma. Zatvorenici su prilikom dolaska u logor dobivali broj i posebnu oznaku ovisno o rasi, ↓1 zemlji porijekla, kazni i sl. Te su oznake čuvarima u logoru olakšavale identifikaciju određene skupine zatvorenika. Sustav brojeva i oznaka bio je i sredstvo dehumanizacije jer su zatvorenici gubili svoja imena i osobnosti, a osim toga funkcionirao je kao još jedan način kontroliranja zatvorenika jer se stvaranjem hijerarhije između njih (sociopolitičke, funkcionalne, etničke itd.) zapravo sprječavalo 
stvaranje zajedništva.

## Brojevi
Nakon dolaska u logor svaki je zatvorenik bio registriran te je dobio svoj broj koji je morao biti prišiven na zatvoreničku odjeću. Na svakodnevnim postrojavanjima, koja su se događala dva puta dnevno, zatvorenici su bili prozivani po ovim brojevima.
Praksa tetoviranja zatvoreničkih brojeva uvedena je u Auschwitzu radi lakše identifikacije. Naime, 1941. godine u logor je počeo dolaziti veliki broj sovjetskih ratnih zarobljenika, a broj mrtvih značajno je porastao. Budući da su se tijela pokojnika svlačila, bilo ih je lakše registrirati ako su imala tetovažu. Osim toga, tetovirani brojevi olakšavali su prepoznavanje odbjeglih zatvorenika.
Od 1942. godine praksa tetoviranja počela se provoditi i u Birkenauu. Broj se obično tetovirao na lijevoj podlaktici, a iznimka su bila djeca rođena u logoru kojima su brojevi tetovirani uglavnom na bedru. Zatvorenici koje su izravno slali u plinske komore nisu dobivali brojeve.
Postojale su dvije serije brojeva, za muškarce i žene, a kasnije i serije za posebne kategorije zatvorenika. Tako su npr. u Birkenauu od 1943. romski zatvorenici uz broj imali slovo Z (njem. Zigeuner: Cigani).

## Oznake
Druga razina označavanja koristila je trokute izrađene od tkanina različitih boja. Trokuti su bili "okrenuti" odnosno vrh trokuta bio je usmjeren prema dolje, a nazivali su se "Winkel" (njem. Winkel [ˈvɪŋkl̩]: kut). Prišivali su se na jakne i hlače zatvorenika te su čuvarima u logoru olakšavali prepoznavanje kategorije kojoj je zatvorenik pripadao.
Sustav oznaka standardiziran je do 1938. godine iako su postojale određene varijacije. Sljedeći opis temelji se na sustavu korištenom u Dachauu:
- crveni trokut – politički zatvorenici (komunisti, socijalisti, sindikalisti itd.)
- zeleni trokut – "profesionalni kriminalci"
- plavi trokut – emigranti
- ljubičasti trokut – većinom Jehovini svjedoci (njem. Bibelforscher), adventisti sedmog dana[2]
- ružičasti trokut – homoseksualci
- crni trokut – "asocijalni" i "lijeni" (njem. arbeitsscheu)
  - Romi
  - duševni bolesnici[8]
  - alkoholičari[2]
  - beskućnici i prosjaci[8]
  - lezbijke[9]
  - prostitutke[2]
  - pacifisti[10]
- smeđi trokut – Romi (u nekim logorima)
- neokrenuti crveni trokut – pripadnik oružanih snaga

### Dvostruki trokuti
Dvostruki trokuti, koje su morali imati svi židovski zatvorenici, bili su sastavljeni od dva različito okrenuta trokuta i sličili su Davidovoj zvijezdi, simbolu judaizma.
- dva žuta trokuta – "žuta zvijezda", Židovi
- prazni crni trokut iznad žutog trokuta – Židovi označeni kao "skrnavitelji rase" (njem. Rasseschänder)
- žuti trokut iznad crnog trokuta – arijske žene označene kao "skrnaviteljice rase"

### Ostale oznake
Osim već spomenutih oznaka neke su grupe zatvorenika dobivale i slovne oznake ovisno o zemlji porijekla kao npr: F – Francuzi (njem. Franzosen), N – Nizozemci (njem. Niederländern), P – Poljaci (njem. Polen), T – Česi (njem. Tschechen), J – Jugoslaveni (njem. Jugoslawen), I – Talijani (njem. Italienern), U – Mađari (njem. Ungarn), K - Hrvati (njem. Kroaten) itd.
Zatvorenici su obično imali najmanje dvije oznake, a moglo ih je biti i više od šest. Poslije su u ratu zatvorenici mogli umjesto zatvoreničkog odijela nositi civilnu odjeću s istaknutim znakom X na leđima koji je bio prišiven ili napisan bijelom uljanom bojom. Zatvorenici dovedeni po direktivi "Nacht und Nebel" bili su označivani žutim trokutom s akronimom NN.
Povezi za ruku korišteni su za identifikaciju kapa, zarobljenika koji su postavljani za nadglednike zatvoreničkih blokova, a dobivali su ih i zatvorenici koji su se slali na prisilni rad izvan logora.

### Tablica oznaka za logorske zatvorenike
|                                                    | politički neprijatelji | profesionalni kriminalci | emigranti | Jehovini svjedoci | homoseksualci | "asocijalni" | Romi |
| osnovne boje                                       |                        |                          |           |                   |               |              |      |
| "ponavljači"                                       |                        |                          |           |                   |               |              |      |
| članovi kažnjeničkih satnija (njem. Strafkompanie) |                        |                          |           |                   |               |              |      |
| Židovi                                             |                        |                          |           |                   |               |              |      |

| posebne oznake | židovski skrnavitelji rase   | skrnaviteljica rase        | mogući bjegunac     | broj zatvorenika povez za ruku posebnih zatvorenika | broj zatvorenika povez za ruku posebnih zatvorenika | Oznake su se stavljale ovim redoslijedom: broj zatvorenika, vodoravna vrpca za ponavljače, trokut ili zvijezda, član kažnjeničke bojne, mogući bjegunac. | Oznake su se stavljale ovim redoslijedom: broj zatvorenika, vodoravna vrpca za ponavljače, trokut ili zvijezda, član kažnjeničke bojne, mogući bjegunac. |
| posebne oznake | poljski politički zatvorenik | češki politički zatvorenik | član oružanih snaga | broj zatvorenika povez za ruku posebnih zatvorenika | broj zatvorenika povez za ruku posebnih zatvorenika | Oznake su se stavljale ovim redoslijedom: broj zatvorenika, vodoravna vrpca za ponavljače, trokut ili zvijezda, član kažnjeničke bojne, mogući bjegunac. | Oznake su se stavljale ovim redoslijedom: broj zatvorenika, vodoravna vrpca za ponavljače, trokut ili zvijezda, član kažnjeničke bojne, mogući bjegunac. |

## Galerija

### Brojevi i oznake
- Zatvorenica koja je preživjela holokaust pokazuje tetovirani broj.
- Zatvorenik koji je preživio holokaust pokazuje tetovirani broj.
- zatvorenička jakna belgijskog političkog zatvorenika iz Dachaua
- oznaka zatvorenice u Stutthofu
- zatvorenici u Sachsenhausenu
- zatvorenici u Sachsenhausenu
- sustav oznaka rabljen u Auchwitzu
- zatvorenici u Dachauu
- oznaka francuskog političkog zatvorenika
- zatvorenička jakna s (poslije pokrivenim) znakom X na leđima
- povez za ruku za prisilni rad izvan logora, s ljubičastim trokutom za Jehovine svjedoke

### Motiv trokuta nakon rata
- spomenik u Sachsenhausenu
- spomenik židovskim žrtvama u Kloogi
- spomen-ploča žrtvama marša smrti u Buchenwaldu
- spomenik žrtvama koncentracijskih logora Sachsenhausena i Ravensbrücka
- spomenik francuskim žrtvama Mauthausena
- belgijski Križ političkih zatvorenika
- spomenik žrtvama koncentracijskih logora u Zgorzelecu u Poljskoj
- poljska medalja za žrtve logora
- različiti trokuti na spomeniku u Dachauu
- spomen-ploča homoseksualnim žrtvama u Berlinu